# 강구 이야기
《강구 이야기》는 2014년 3월 29일부터 3월 30일까지 방영된 SBS 3D 드라마이다. 세계 최초로 제작된 3D 드라마이다.

## 등장 인물

### 주요 인물
- 박주미 : 양문숙 역
- 이동욱 : 김경태 역
- 신동우 : 이강구 역

### 그 외 인물
- 정동현 : 양정수 역
- 김병옥 : 마복길 역
- 정만식
- 전하늘
- 이연경
- 김경룡
- 경인선
- 조영진 : 이재곽 역
- 정영훈 : 호만 역
- 김승찬
- 태항호 : 홍기 역
- 지승현
- 노치만

## 같이 보기
- 참 좋은 시절 (KBS 2TV)
- 개그콘서트 (KBS 2TV)
- 사랑해서 남주나 (MBC)